# مارتین اکس‌بی ۶۸
اکس‌بی ۶۸ (به انگلیسی: Martin XB-68) یک هواگرد ساختِ کارخانهٔ گلن ال. مارتین کمپانی در کشور ایالات متحده آمریکا است.

## مشخصات فنی
مشخصات عمومی
- خدمه: 2: pilot and bombardier/navigator
- طول: ۱۰۹ پا (یکا) ۸ اینچ (33.43 m)
- پهنای بال: 53 ft 0 in (16.2 m)
- ارتفاع: 25 ft 6 in (7.77 m)
- بال: مساحت 875 ft² (81.3 m²)
- وزن خالی: ۵۳٬۹۲۵ پوند (یکای جرم) (24,460 kg)
- وزن بارگیری: 74,180 lb (33,650 kg)
- بیشینه وزن برخاست: 102,720 lb (46,590 kg)
- پیشرانه: ۲× توربوجت پرت اند ویتنی جی۷۵ , ۲۷٬۵۰۰ پوند-نیرو (122 kN) هرکدام

 Performance (estimated) 
- سرعت بیشینه: 1,593 mph (2,564 km/h)
- برد: ۳٬۰۵۱ مایل (4,910 km)
- سقف پروازی: 44,800 ft (13,650 m)
- نرخ اوج‌گیری: 500 ft/min (25 m/s)
- بارگیری بال: 85 lb/ft² (414 kg/m²)
- نسبت نیرو به وزن: ۰٫۷۴

جنگ‌افزار

- توپها: ۱× 20 mm (0.79 in) ام۶۱ والکان rotary cannon with 1,100 rounds in tail
- بمبها: ** ۱× Class C nuclear bomb or
  - ۱× Class D nuclear bomb